# 我的大嚿父母
《我的大嚿父母》（另名：皆大欢喜），是高志森執導的一部賀歲喜劇電影，同時也是南方首部賀歲電影。因影片改編自劇集《外來媳婦本地郎》，故此在拍攝和題材上均是以廣東為主，另外中國大陸不允許使用方言字，只称為《外來媳婦本地郎》電影版。

## 拍攝背景
早在2002年1月，因電視劇《外來媳婦本地郎》在廣東地區熱播，最高更是達到41.39點的高收視率，广东电视台就意欲将該剧拍成电影，以期给观众一个不同于电视短剧的感觉。廣東電視台更委托广州市统计局做市場調查，發現僅廣州地區，就有超过四成的民众对影片表示期待，有三成的民眾會在《外來媳婦本地郎》電影版公映后攜家人一起前去觀看。后广东电视台與英扬传播事业有限公司和香港东方电影出品有限公司三方於2003年2月28日达成协议開拍電影，同年4月25日正式簽約，并在2004年春節檔期公映。當時代表東方電影簽約的東方電影董事黃百鳴在簽約儀式上說，“我相信凭我做了20年香港贺岁片的经验，以及电视剧《外来媳妇本地郎》的火爆收视率，电影版‘外来媳妇’一定能成为粤港地区受关注的贺岁片。”并笑言“做出来的将会比电视剧更精彩”，他还说，“在南方取得成功满足感比香港（在香港取得成功）大”。製片方藉以此片打破馮小剛的賀歲電影獨占鰲頭的局面，為南方賀歲電影占據一席地位。據廣東電視台的報道，原計劃是由黃百鳴自己出任電影的“康伯”這一角色，而阿祖的女友是由韓國明星出演，甚至還有柯受良的加盟。
2003年9月13日在廣州開機。電影的西關大屋取自广州华贵西横街允贤坊2号。

## 剧情
广州西关康家祖宅疑似发现古文物遗址，康家一家喜出望外。康嫂（沈殿霞饰）宣布将发现的财产分作四份，自己以及三个儿子阿光（苏志丹饰）、阿宗（郭昶饰）和阿耀（彭新智饰）每人各一份，但尚没成家或离婚的那份暂由她保管。二十年前携带幼子阿祖（余文乐饰）离开康嫂去香港淘金的康伯（曾志伟饰）看过新闻，也回到广州欲分一杯羹。众人为实现“发财梦”，发生了一连串啼笑皆非的趣事……

## 主要演員
| 演員   | 角色   | 介紹 |
| ------ | ------ | --- |
| 曾志偉 | 康而寿 | 康伯、衰佬（王玉莲稱） 王玉莲之夫 康祈光、康祈宗之伯父兼養父 康祈耀，康祈祖之父 二十年前带幼子阿祖去香港谋生，因祖宅发现文物返广州 后为香港自由行导游 |
| 沈殿霞 | 王玉莲 | 康婶、肥妹（康而壽稱） 康而寿之妻 康家一家之主，性格潑辣強勢 康祈光，康祈宗之伯母兼養母 康祈耀，康祈祖之母 曾十分抗拒外省媳婦，后改觀                 |
| 苏志丹 | 康祈光 | 阿光 康而寿、王玉莲之长侄子兼養子 性格纯朴、孝顺 |
| 丁玲   | 常香蘭 | 香蘭 四川人，能说不太标准的粤语 牙科诊所護士，后成为康祈光女友                                                                                        |
| 郭昶   | 康祈宗 | 阿宗 康而寿、莲之養子兼侄子，苏妙婵之夫 康天庥之父 性格精明市侩                                                                                       |
| 虎艳芬 | 苏妙婵 | 阿婵、倀雞嬋 康祈宗之妻、康天庥之母 潮州人，粵語帶有強烈的潮汕口音 性格精明市侩                                                                       |
| 李俊毅 | 康天庥 | 天庥 康而寿，莲之长孙 康祈宗、苏妙婵之子 |
| 彭新智 | 康祈耀 | 阿耀 康而寿、莲之長子，胡幸子前夫 胡幸子之男友 花花公子，在電視台工作                                                                                 |
| 吳暇   | 胡幸子 | 苏丝 車模 康祈耀女友，为博取康婶好感假装哑女 |
| 余文樂 | 康祈祖 | 阿祖 康而寿、王玉蓮之幼子 康祈祖之女友 三岁时被父亲带至香港谋生，二十年后随父返广州                                                                   |
| 蔣怡   | 顺子   | 爱神（康祈祖称） 康祈祖之女友 中韓混血兒 跆拳道助教 通韓語、普通話和廣州話，日常以普通話为主                                                          |
| 黄霑   |        | 顺子之父 山东人 跆拳道教练 |
| 王嘉明 |        | 顺子之弟 |
| 高志森 | 关博士 | 伪称大学教授，实为精神异常 |
| 黄日华 | O John | 香港歌星。友情客串 |
| 张敬轩 |        | 电视剧《哑女情深》男主角。友情客串 |
| 卢淑仪 |        | 友情客串 |
| 李枫   |        | 香港自由行游客 |

## 票房
电影於2004年1月在香港上映，上映不足兩周，票房僅得25萬。